# Orbit (Lied)
Orbit ist ein Lied der deutschen Rapperin und Sängerin Shirin David aus dem Jahre 2019. Es wurde als erste Singleauskopplung ihres Debütalbums Supersize veröffentlicht. David hat es gemeinsam mit Chima Ede, Marek Popetzki und den Produzenten des Tracks, FNSHRS., geschrieben.

## Musikstil, Technik und Text
Orbit ist ein deutschsprachiger Hip-Hop-Song, der gerappte und gesungene Passagen kombiniert. Die Produktion, realisiert vom Duo FNSHRS., zeichnet sich durch einen minimalistischen Beat mit Trap-Elementen aus. Der Einsatz von Auto-Tune ist vorhanden, jedoch subtiler als bei Künstlern wie Capital Bra oder Loredana.
Der Songtext thematisiert Davids persönlichen und medialen Aufstieg nach einer Trennung. Sie präsentiert sich als selbstbewusste Frau, die ihren Erfolg unabhängig von ihrem Ex-Partner erreicht hat. Dies wird durch Zeilen wie Vier Millionen auf Insta und Tut mir leid, dass du Pech hast, doch bei mir lief, seit du weg warst verdeutlicht.
Ein zentrales Motiv ist das Streben nach einem luxuriösen Lebensstil, der als Belohnung für vergangene Entbehrungen dargestellt wird. Beispiele hierfür sind Tisch voller Becher, blattgoldnes Sektglas und 500k in bar zahl'n sie mir für Promo – früher kleines Zimmer, heute kauf' ich ein paar Wohnung'n.
Der Titel Orbit symbolisiert das grenzenlose Potenzial und die Ambitionen der Künstlerin. Sie verwendet das Bild des Orbits, um ihre Visionen und Ziele zu illustrieren: Visionen groß, das Limit ist der Orbit.
Darüber hinaus adressiert David in ihrem Text ein imaginäres Gegenüber, vermutlich ihren Ex-Partner, dem sie ihre Unabhängigkeit und Überlegenheit demonstriert. Zeilen wie Von deiner Chick zu einer Boss-Bitch und Bin 'ne Macherin, ich hoff' nicht unterstreichen diesen Aspekt. 

## Veröffentlichung
David hatte im Herbst 2018 bekanntgegeben, dass ihre erste Single noch in diesem Jahr erscheine. Diesen Erwartungen wurde sie allerdings nicht gerecht, als sie erst am 5. Januar 2019 eine erste Hörprobe auf ihrem Instagram-Account hochlud und Orbit am 25. Januar schließlich veröffentlichte. Das Cover der Single zeigt David in einer goldenen Umgebung mit blonden gelockten Haaren im Profil. Es gab kein Musikvideo zur Single. Dies begründete sie im April 2020 auf Nachfrage eines Fans damit, dass mit dem Titel einiges schiefgelaufen sei.

## Charts und Chartplatzierungen
Orbit erreichte Platz fünf der deutschen Singlecharts und konnte sich insgesamt vier Wochen in den Charts sowie eine Woche in den Top 10 halten. In Österreich erreichte die Single Position neun und konnte sich zwei Wochen in den Charts halten. In der Schweiz erreichte Orbit in einer Chartwoche Position 14.
In allen D-A-CH-Staaten erreichte sie erstmals nach vier Jahren wieder die Singlecharts, zuletzt war sie mit Du liebst mich nicht im Jahr 2015 platziert. Orbit ist nach Du liebst mich nicht der zweite Charterfolg von David in den drei Ländern. In Deutschland und Österreich ist es zugleich ihr zweiter Top-10-Erfolg.
| ChartsChartplatzierungen | Höchstplatzierung | Wochen |
| ------------------------ | ----------------- | ------ |
| Deutschland (GfK)        | 5 (4 Wo.)         | 4      |
| Österreich (Ö3)          | 9 (2 Wo.)         | 2      |
| Schweiz (IFPI)           | 14 (1 Wo.)        | 1      |

Auf der Streaming-Plattform Spotify verzeichnet das Lied mehr als 20 Millionen Aufrufe (Stand: August 2025).